# Résolution 1945 du Conseil de sécurité des Nations unies
Membres permanents
- Chine
- États-Unis
- France
- Royaume-Uni
- Russie

Membres non permanents
- Autriche
- Bosnie-Herzégovine
- Brésil
- Gabon
- Japon
- Liban
- Mexique
- Nigéria
- Turquie
- Ouganda

Résolution no 1944 Résolution no 1946
La résolution 1945 du Conseil de sécurité des Nations unies est adoptée le 14 octobre 2010. Après avoir rappelé les résolutions précédentes sur la situation au Soudan, le Conseil prolonge le mandat d'un groupe d'experts surveillant un embargo sur les armes et d'autres sanctions contre des groupes qui "entravent la paix au Soudan", jusqu'à 19 octobre 2011.
La résolution est approuvée par 14 voix contre zéro, et une abstention de la Chine, qui exprime des doutes sur l'objectivité du groupe d'experts et son dernier rapport.

## Résolution

### Observations
Le Conseil de sécurité demande la mise en œuvre complète et en temps voulu de la phase finale de l'accord de paix Nord-Sud signé en 2005, y compris un référendum sur le droit à l'autodétermination du Soudan du Sud. Il s'engage en faveur d'une solution pacifique au conflit au Darfour et se félicite du rétablissement des relations entre le Tchad et le Soudan en janvier 2010, au regard des accusations de soutien aux groupes rebelles sur le territoire de l'autre.
Le préambule de la résolution exprime également sa préoccupation face à l'augmentation de la violence, comprenant notamment les combats intertribaux, l'impunité, les attaques contre les soldats de la paix et les violences sexuelles et sexistes. Le Conseil exige la fin des actions militaires, y compris les bombardements aériens, les violences sexuelles contre les civils et l'utilisation d'enfants soldats. Il note les restrictions à la liberté de mouvement du groupe d'experts et détermine que la situation dans le pays reste une menace pour la paix et la sécurité internationales.

### Contenu
Agissant en vertu du Chapitre VII de la Charte des Nations unies, le Conseil de sécurité proroge le mandat du groupe d'experts surveillant l'embargo sur les armes, initialement établi par la résolution 1591 de 2005, jusqu'au 19 octobre 2011. Il lui est demandé de rendre compte de ses travaux et de coordonner ses activités avec la Mission conjointe des Nations unies et de l'Union africaine au Darfour (MINUAD). Tous les pays, les agences des Nations unies, l'Union africaine et d'autres sont instamment priés de coopérer avec le groupe d'experts en fournissant des informations sur demande. Les États de la région, en particulier, sont tenus de rendre compte des mesures qu'ils prennent pour mettre en œuvre les mesures contenues dans les résolutions 1556 de 2004 et 1591.
La résolution détermine également que tous les pays, y compris le Soudan, doivent informer le Comité établi dans la résolution 1591 avant que toute aide ou fourniture ne soit fournie dans la région du Darfour.